# Роман Кесарійський
Роман Кесарійський (кінець 3-го століття, Кесарія Палестинська — † 303 або 304, Антіохія) — християнський святий, пам'ять якого вшановується 18 листопада (за григоріанським календарам) або 1 грудня (за юліанським календарем). Загинув під час Діоклетіанового переслідування.
Святий Роман був дияконом у місті Кесарії Палестинській в кінці III ст. Коли за правління імператора Діоклетіана почалося переслідування християн, Роман проживав у місті Антіохії і заохочував вірних не відступати від святої віри.
Побачивши одного разу, що деякі ув'язнені християни готові поклонитися божкам, щоб звільнитися від жорстоких тортур, він голосно почав закликати їх до витривалості і вірності Христові до кінця. За це погани засудили Романа на спалення живцем, але сильна злива загасила вогонь. Тоді погани вирвали йому язика, але він далі без язика продовжував виразно говорити, закликаючи усіх християн до стійкості і мужності. Роман загинув мученицькою смертю від жахливих мук 304 року.

## Джерело
- Рубрика Покуття
- Мученик Роман